# Harald Heide
Harald Heide, född den 8 mars 1876 i Fredrikstad, död den 27 januari 1956 i Bergen, var en norsk dirigent, violinist och kompositör.
Heide utbildade sig till violinist i Oslo, Bryssel och Berlin. Han debuterade 1900, och företog flera konsertresor i Norge, Amerika och England. 
Åren 1907–1916 och 1925–1926 var han kapellmästare vid Den Nationale Scene, och från 1907 vid Bergens filharmoniska orkester i Bergen. 
Då Harmonien hösten 1919 omorganiserades anställdes Heide som sällskapets dirigent, en position han behöll till 1948. 
Han har skrivit flera orkesterkompositioner, bland dem Elegi (1914), Havets sang (1924) och Symphonie romantique (1948).
Heide var bror till skådespelerskan Signe Heide Steen och morbror till Harald Heide Steen.